# Tour por Norteamérica y Europa 79
El Tour por Norteamérica y Europa 79 fue el sexto tour realizado por el grupo sueco ABBA.

## Preparativos
Los ensayos comenzaron el día 13 de mayo en el Konserthuset de Estocolmo y a partir del 30 de junio en Europafilm en Bromma .

### Conciertos Sorpresa
Para ver la repercusión del espectáculo en el público, el grupo hizo algunos conciertos sorpresa en Discotecas en Suecia .
Estos conciertos tuvieron lugar en discotecas alrededor de la medianoche y, aparte de algunos rumores, nadie estaba sabiendo de estos conciertos. 
La lista de canciones no se conoce.
| Fecha           | Ciudad     | País   | Lugar                       | Audiencia         |
| --------------- | ---------- | ------ | --------------------------- | ----------------- |
| 18 de mayo 1979 | Landskrona | Suecia | Diskoland/Strandpaviljongen | 900 / 1 000 (90%) |
| 19 de mayo 1979 | Norrköping | Suecia | Paradiset                   | 600               |

## El Tour

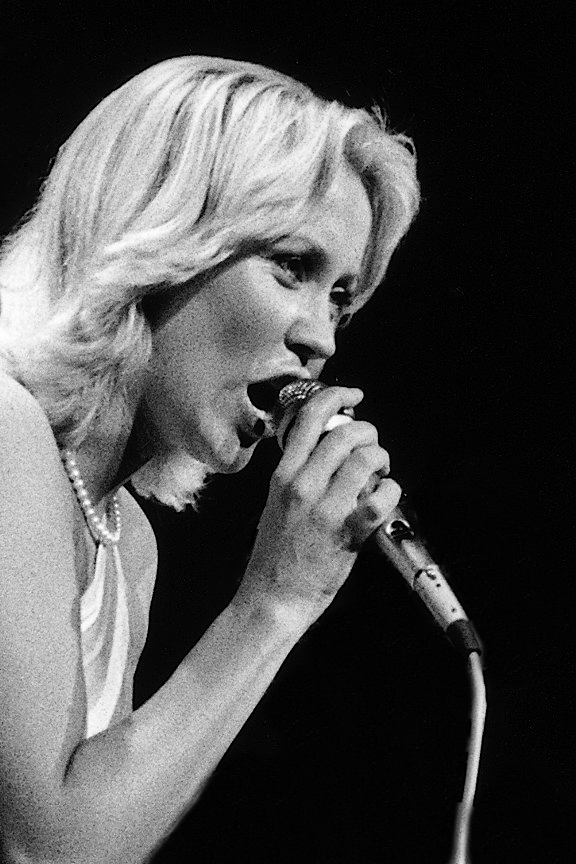
ABBA en el Northlands Coliseum en Edmonton, Canadá. La primera parada de su gira norteamericana de 1979.

Alrededor de 2 años y medio pasaron antes de que ABBA fuera de viaje otra vez. En ese tiempo, Agnetha y Björn se habían convertido en padres por segunda vez y luego divorciado. Agnetha estaba ahora más deseosa de quedarse en casa con sus niños. Sin embargo, en 1979 el grupo aceptó que ya era hora de que hicieran un tour otra vez, y también querían explorar la posibilidad de probar suerte en Norteamérica, donde sólo habían hecho algunas apariciones en televisión antes. 
En septiembre ellos salieron al un viaje por Norteamérica y Europa, empezando por Canadá. Las tres semanas en Norteamérica fueron seguidas por 10 días de descanso antes de que el grupo se aventurara al viaje por Europa. Quizás la parte más famosa de este tour fueron las seis noches que pasaron en la Arena Wembley de Londres, donde el especial de televisión ABBA In Concert fue grabado.

## Canciones
- Introducción: Gammal fäbodpsalm
- 1. Voulez-Vous
- 2. If It Wasn’t For The Nights
- 3. As Good As New
- 4. Knowing Me, Knowing You
- 5. Rock Me
- 6. One Man, One Woman (Cantada solamente en Edmonton)
- 7. Not Bad At All (Cantada solamente por Tomas Ledin)
- 8. Chiquitita
- 9. Money, Money, Money
- 10. I Have A Dream
- 11. Gimme! Gimme! Gimme! (A Man After Midnight)
- 12. S.O.S.
- 13. Fernando
- 14. The Name Of The Game
- 15. Eagle
- 16. Thank You For The Music
- 17. Why Did It Have To Be Me
- 18. Intermezzo no. 1
- 19. I’m Still Alive
- 20. Summer Night City
- 21. Take A Chance On Me
- 22. Does Your Mother Know?
- 23. Hole In Your Soul
- 24. The Way Old Friends Do
- 25. Dancing Queen
- 26. Waterloo

## Conciertos
| Fecha                        | Ciudad             | País           | Lugar                       | Audiencia                  | Recaudación         |
| ---------------------------- | ------------------ | -------------- | --------------------------- | -------------------------- | ------------------- |
| Primera Manga - Norteamérica |                    |                |                             |                            |                     |
| 13 de septiembre de 1979     | Edmonton           | Canadá         | Edmonton Sprots Arena       | 15 000 / 15 000 (100%)     | -                   |
| 15 de septiembre de 1979     | Vancouver          | Canadá         | Pacific National Exhibition | 13 499 / 13 499 (100%)     | $ 125,387           |
| 17 de septiembre de 1979     | Seattle            | Estados Unidos | Seattle Arena               | -                          | -                   |
| 18 de septiembre de 1979     | Portland           | Estados Unidos | Portland Opera House        | 3 000 / 3 000 (100%)       | -                   |
| 19 de septiembre de 1979     | Concord            | Estados Unidos | Concord Pavillion           | 8 096 / 8 096 (100%)       | $ 65,504            |
| 21 de septiembre de 1979     | Los Ángeles        | Estados Unidos | Anaheim Convention Center   | 9 000 / 9 000 (100%)       | -                   |
| 22 de septiembre de 1979     | San Diego          | Estados Unidos | San Diego Sports Arena      | 3 000 / 5 540 (60%)        | -                   |
| 23 de septiembre de 1979     | Phoenix            | Estados Unidos | The Activity Center         | 5 600 / 5 600 (100%)       | -                   |
| 24 de septiembre de 1979     | Las Vegas          | Estados Unidos | Hotel Aladdin               | 5 000 / 5 000 (100%)       | -                   |
| 26 de septiembre de 1979     | Omaha              | Estados Unidos | Civic Auditorium            | 10 986 / 10 986 (100%)     | -                   |
| 27 de septiembre de 1979     | Minneapolis        | Estados Unidos | St. Paul Civic              | 11 000 / 17 500 (64,71)    | -                   |
| 29 de septiembre de 1979     | Milwaukee          | Estados Unidos | Auditorium                  | 6 120 / 6 120 (100%)       | $ 50,585            |
| 30 de septiembre de 1979     | Chicago            | Estados Unidos | Auditorium Theatre          | 3 900 / 3 900 (100%)       | -                   |
| 2 de octubre de 1979         | Nueva York         | Estados Unidos | Radio City Music Hall       | 5 882 / 5 882 (100%)       | -                   |
| 3 de octubre de 1979         | Boston             | Estados Unidos | Music hall                  | 4 200 / 4 200 (100%)       | $ 34,006            |
| 6 de octubre de 1979         | Montreal           | Canadá         | Forum                       | 12 000 / 12 000 (100%)     | -                   |
| 7 de octubre de 1979         | Toronto            | Canadá         | Maple Leaf Gardens          | 16 400 / 16 400 (100%)     | $ 166,000           |
| Segunda Manga - Europa       |                    |                |                             |                            |                     |
| 19 de octubre de 1979        | Gotemburgo         | Suecia         | Scandinavium                | 12 400 / 12 400 (100%)     | -                   |
| 20 de octubre de 1979        | Estocolmo          | Suecia         | Isstadion                   | 11 000 / 11 000 (100%)     | -                   |
| 21 de octubre de 1979        | Copenhague         | Dinamarca      | Falkonerteatret             | 2 000 / 2 000 (100%)       | -                   |
| 23 de octubre de 1979        | París              | Francia        | Pavilion de Paris           | 7 000 / 7 000 (100%)       | -                   |
| 24 de octubre de 1979        | Róterdam           | Países Bajos   | Sportpaleis Ahoy            | 8 500 / 8 500 (100%)       | -                   |
| 25 de octubre de 1979        | Dortmund           | Alemania       | Westfalenhalle              | 16 500 / 16 500 (100%)     | -                   |
| 27 de octubre de 1979        | Múnich             | Alemania       | Olympiahalle                | 15 500 / 15 500 (100%)     | -                   |
| 28 de octubre de 1979        | Zúrich             | Suiza          | Hallenstadion               | 10 000 / 10 000 (100%)     | -                   |
| 29 de octubre de 1979        | Viena              | Austria        | Stadthalle                  | 5 500 / 5 500 (100%)       | -                   |
| 30 de octubre de 1979        | Stuttgart          | Alemania       | Sorthalle Böblingen         | 6 000 / 6 000 (100%)       | -                   |
| 1 de noviembre de 1979       | Bremen             | Alemania       | Stadthalle                  | 14 500/ 14 500 (100%)      | -                   |
| 2 de noviembre de 1979       | Fráncfort del Meno | Alemania       | Festhalle                   | 13 500 / 13 500 (100%)     | -                   |
| 3 de noviembre de 1979       | Bruselas           | Bélgica        | Forest National             | 8 000 / 8 000 (100%)       | -                   |
| 5 de noviembre de 1979       | Londres            | Reino Unido    | Wembley Arena               | 48 000 / 48 000 (100%)     | -                   |
| 6 de noviembre de 1979       | Londres            | Reino Unido    | Wembley Arena               | 48 000 / 48 000 (100%)     | -                   |
| 7 de noviembre de 1979       | Londres            | Reino Unido    | Wembley Arena               | 48 000 / 48 000 (100%)     | -                   |
| 8 de noviembre de 1979       | Londres            | Reino Unido    | Wembley Arena               | 48 000 / 48 000 (100%)     | -                   |
| 9 de noviembre de 1979       | Londres            | Reino Unido    | Wembley Arena               | 48 000 / 48 000 (100%)     | -                   |
| 10 de noviembre de 1979      | Londres            | Reino Unido    | Wembley Arena               | 48 000 / 48 000 (100%)     | -                   |
| 11 de noviembre de 1979      | Stafford           | Reino Unido    | Bingley Hall                | 15 000 / 15 000 (100%)     | -                   |
| 12 de noviembre de 1979      | Stafford           | Reino Unido    | Bingley Hall                | 15 000 / 15 000 (100%)     | -                   |
| 13 de noviembre de 1979      | Glasgow            | Reino Unido    | Apollo Theatre              | 3 500 / 3 500 (100%)       | -                   |
| 15 de noviembre de 1979      | Dublín             | Irlanda        | R. D. S. Main Hall          | 4 000 / 4 000 (100%)       | -                   |
| TOTAL                        | TOTAL              | TOTAL          | TOTAL                       | 333 583 / 342 623 (97,36%) | $ 441,482 (5 Shows) |

### Conciertos Cancelados/Postpuenos
| Fecha                | Ciudad     | País           | Lugar             | Razón                  |
| -------------------- | ---------- | -------------- | ----------------- | ---------------------- |
| 4 de octubre de 1979 | Washington | Estados Unidos | Constitution Hall | Agnetha estaba enferma |

## Músicos
ABBA :
- Agnetha Fältskog , Vocal (Piano en "I'm still alive)
- Anni-Frid Lyngstad , Vocal
- Björn Ulvaeus , Vocal y Guitarra
- Benny Andersson , Vocal , Piano y Sintetizador

Músicos :
- Ola Brunkert , Batería
- Anders Eljas , Teclado
- Rutger Gunnarsson , Bajo
- Mats Ronander , Guitarra
- Åke Sundqvist , Percusión
- Lars Wellander , Guitarra
- Tomas Ledin , Coros (Solista en  "Not bad at all")
- Birgitta Wollgård , Coros
- Liza Öhman , Coros
- Claes af Geijerstam , Ingeniero de sonido

- Datos: Q2884466
- Multimedia: ABBA: The Tour / Q2884466